# Гута (Холмський повіт)
Гута (пол. Huta) — село в Польщі, у гміні Войславичі Холмського повіту Люблінського воєводства. Населення — 278 осіб (2011).

## Історія
За даними етнографічної експедиції 1869—1870 років під керівництвом Павла Чубинського, у селі здебільшого проживали польськомовні римо-католики, меншою мірою — українськомовні греко-католики.
У 1975—1998 роках село належало до Холмського воєводства.

## Демографія
Демографічна структура станом на 31 березня 2011 року:
|          | Загалом | Допрацездатний вік | Працездатний вік | Постпрацездатний вік |
| -------- | ------- | ------------------ | ---------------- | -------------------- |
| Чоловіки | 142     | 40                 | 89               | 13                   |
| Жінки    | 136     | 37                 | 66               | 33                   |
| Разом    | 278     | 77                 | 155              | 46                   |